# Petite Rivière de Saint-Marc
Petite Rivière de Saint-Marc är ett vattendrag i Haiti.   Det ligger i departementet Artibonite, i den centrala delen av landet, 70 km nordväst om huvudstaden Port-au-Prince.